# Taufbecken (Courteuil)

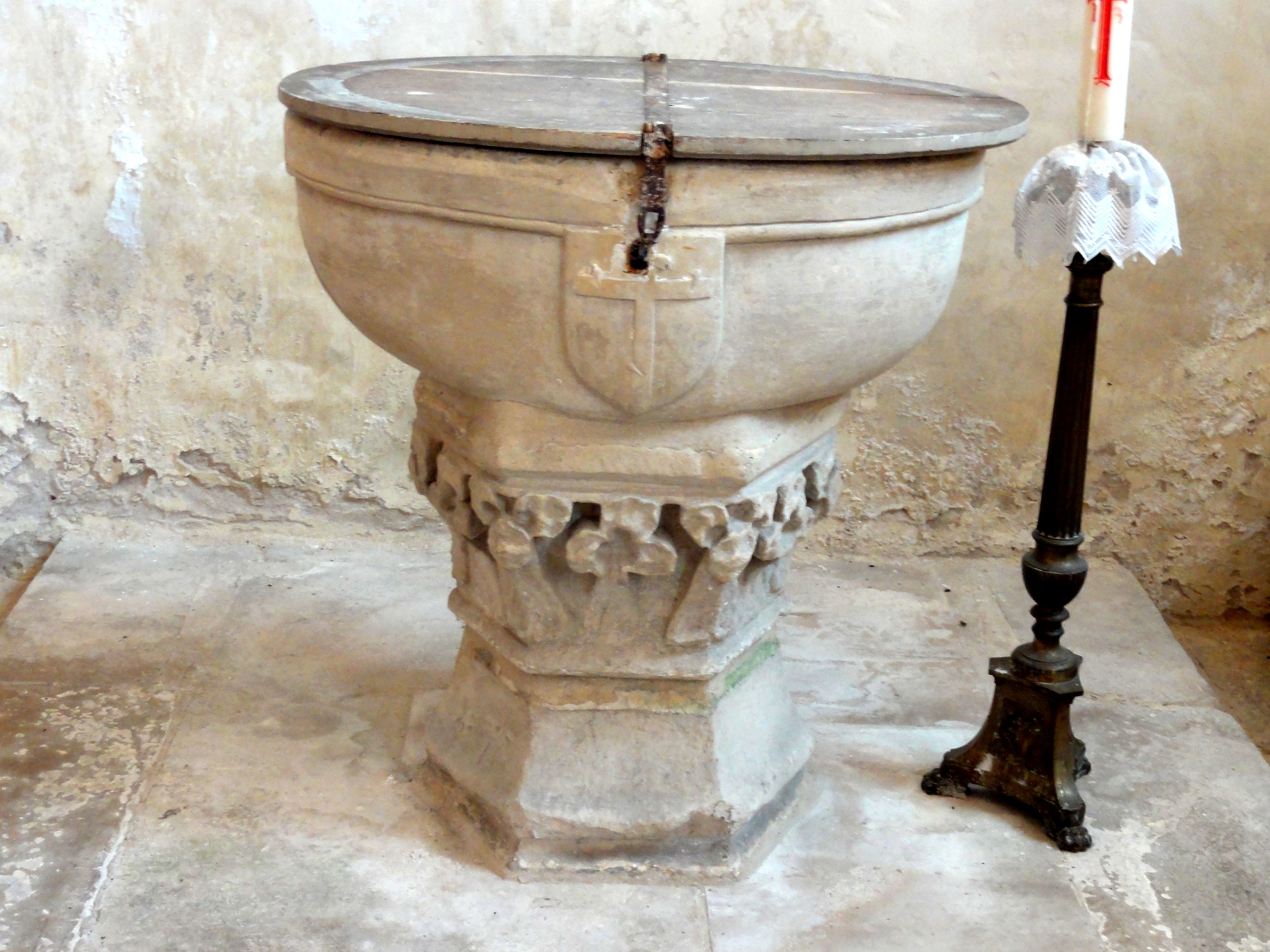
Taufbecken in Courteuil

Das Taufbecken in der katholischen Pfarrkirche St-Gervais in Courteuil, einer französischen Gemeinde im Département Oise in der Region Hauts-de-France, wurde im 14. Jahrhundert geschaffen. Im Jahr 1912 wurde das gotische Taufbecken als Monument historique in die Liste der geschützten Objekte (Base Palissy) in Frankreich aufgenommen.
Das 97 cm hohe Taufbecken aus Kalkstein steht auf einem sechseckigen Sockel, der ringsum mit Blütenreliefs geschmückt ist. Das ovale Becken trägt ein Wappen mit Kreuz als einzigen Schmuck. 
Der Deckel stammt aus späterer Zeit.